# Joe Gacy
Joseph Ruby (Franklinville, 8 de agosto de 1987) é um lutador de luta livre profissional americano. Ele trabalha atualmente para a WWE, na marca SmackDown, onde atua sob o nome de ringue Joe Gacy e é membro da facção The Wyatt Sicks. Ele é metade dos atuais campeões de duplas da WWE, ao lado de seu companheiro de grupo Dexter Lumis, em seu primeiro reinado, tanto individualmente quanto como equipe.
Gacy é mais conhecido por seu trabalho na Combat Zone Wrestling (CZW), onde conquistou três vezes o CZW World Heavyweight Championship e três vezes o CZW Wired Championship. Ele também apareceu na Evolve, onde foi campeão de duplas uma vez.

## Carreira na luta profissional

### Westside Xtreme Wrestling (2020)
Em 8 de março de 2020, no wXwNOW Showcase durante o wXw 16 Carat Gold, Gacy derrotou Anthony Greene em uma luta sem o título em jogo, com um discus lariat.

### WWE

#### The Schism (2020–2024)
Em 31 de agosto de 2020, foi relatado que Gacy havia assinado um contrato com a WWE, após a compra da Evolve pela empresa em julho. Em 7 de outubro, a WWE anunciou que ele havia iniciado seu treinamento no Performance Center, junto com outros cinco lutadores da Evolve. No episódio de 2 de julho de 2021 do 205 Live, Gacy fez sua estreia na televisão, derrotando Desmond Troy para se qualificar para o Torneio NXT Breakout de 2021. No episódio de 3 de agosto do NXT, Gacy foi eliminado na primeira rodada por Trey Baxter.
No episódio de 21 de setembro do NXT, Gacy começou uma nova gimmick, interpretando um porta-voz politicamente correto que "queria fazer do NXT seu espaço seguro", estabelecendo-se como um heel. Ele foi derrotado por Cameron Grimes, mas no episódio de 5 de outubro, venceu Ikemen Jiro e o abraçou após a luta. Gacy formou uma aliança com Harland, que passou a acompanhá-lo como seu guarda-costas. No episódio de 23 de novembro do NXT 2.0, ele convenceu o campeão de pesos-médios Roderick Strong a lhe conceder uma luta pelo Campeonato de Pesos-Médios no NXT WarGames, mesmo sem pesar 205 libras. No WarGames, Gacy não conseguiu capturar o título. Em abril de 2022, ele começou uma rivalidade com o campeão do NXT Bron Breakker, após ele e Harland sequestrarem o pai de Breakker, Rick Steiner. O personagem de Gacy evoluiu para um líder culto, e uma luta pelo título foi oficializada para o Spring Breakin' em 3 de maio de 2022, mas Gacy não conseguiu conquistar o campeonato. Ele desafiou Breakker para uma revanche no NXT In Your House, com a estipulação de que se Breakker fosse desqualificado, perderia o título, mas novamente falhou em capturá-lo.
No episódio de 19 de julho de 2022 do NXT 2.0, Gacy revelou as identidades dos druidas como sendo The Dyad, composta por Jagger Reid e Rip Fowler, anteriormente conhecidos como James Drake e Zack Gibson do Grizzled Young Veterans. Coletivamente, Gacy e The Dyad eram conhecidos como Schism, e começaram uma rivalidade com Cameron Grimes. Durante essa rivalidade, a estreante Ava Raine se juntou ao Schism e custou a vitória de Grimes em sua luta final contra Gacy no episódio de 8 de novembro do NXT, encerrando a disputa. Gacy competiu na luta Men's Iron Survivor no NXT Deadline, mas não conseguiu se tornar o desafiante número um. O grupo Schism começou a se desintegrar lentamente em setembro de 2023, começando com a expiração dos contratos de The Dyad em 14 de setembro. Isso culminou em um segmento nos bastidores durante o NXT No Mercy, onde Gacy declarou que o Schism estava "morto", seguido por Ava postando um tweet enigmático dizendo simplesmente "adeus" ao NXT.
Durante a segunda semana do NXT Halloween Havoc, em 31 de outubro de 2023, Gacy apareceu em uma vinheta que possivelmente insinuava uma nova mudança de personagem. Nas semanas seguintes, ele foi visto em segmentos que incluíam sua aparição saindo do porta-malas de um carro e se passando por um trabalhador da construção civil. No episódio de 16 de janeiro de 2024 do NXT, Gacy fez parte da mesa de comentários, fornecendo comentários ao lado de Booker T e Vic Joseph durante a luta entre Dijak e Trey Bearhill. Durante a luta, Dijak insultou verbalmente Booker T e Joseph, e derrubou o fone de ouvido de Gacy enquanto ele defendia Booker e Joseph. Após a luta, Gacy atacou Dijak, virando face e iniciando uma rivalidade com ele. Gacy foi derrotado por Dijak em uma luta sem desqualificações no NXT Vengeance Day e novamente no NXT Roadblock em uma luta Asylum. No Stand & Deliver, Gacy foi atacado por Ridge Holland com uma cadeira, mas disse ao árbitro que ainda estava apto a competir. Gacy acabou derrotando Shawn Spears em sua última luta pelo NXT.

#### The Wyatt Sicks (2024–presente)
Gacy fez sua estreia no plantel principal no show do Raw em 17 de junho de 2024, como um membro face da The Wyatt Sicks. Ele usava uma máscara de porco, semelhante à de Huskus the Pig Boy, do "Firefly Funhouse" de Bray Wyatt.

## Títulos e prêmios
- BriiCombination Wrestling
  - BCW Heavyweight Championship (1 vez)[22]
- Combat Zone Wrestling
  - CZW World Heavyweight Championship (3 vezes)[23]
  - CZW Wired Championship (3 vezes)[24]
- Dynamite Championship Wrestling
  - DCW No Limits Championship (1 vez)[25]
- East Coast Wrestling Association
  - ECWA Mid-Atlantic Heavyweight Championship (1 vez)[26]
- Evolve
  - Evolve Tag Team Championship (1 vez) – com Eddie Kingston[27]
- Ground Breaking Wrestling
  - GBW World Championship (1 vez)[28]
  - GBW Breaker Championship (1 vez)[29]
- Maryland Championship Wrestling
  - MCW Rage Television Championship (2 vezes)[30]
- New York Wrestling Connection
  - NYWC Fusion Championship (1 vez)[31]
- NWA Force One Pro Wrestling
  - F1 Heavyweight Championship (1 vez)[32]
  - F1 Tag Team Championship (1 vez) – com Ryan Slater[33]
- Pro Wrestling Illustrated
  - PWI o colocou na posição #199 dos 500 melhores lutadores individuais em 2020[34]
- Real Championship Wrestling
  - RCW Tag Team Championship (1 vez) – com Ryan Slater[35]
- Vicious Outcast Wrestling
  - VOW Anarchy Championship (1 vez)[36]
- We Want Wrestling
  - We Want Wrestling Championship (1 vez)[37][38][39]
- WWE
  - Campeonato de Duplas da WWE (1 vez, atual) – com Dexter Lumis
  - Slammy Award (1 vez)
    - Momento WTF do Ano (2025) Wyatt Sicks estreando no Raw, com Bo Dallas, Erick Rowan, Dexter Lumis e Nikki Cross.
- Xcite Wrestling
  - Xcite Heavyweight Championship (2 vezes)[40]